# Eleonora Petralia
Eleonora Petralia (Ferrara, 9 novembre 1989) è una calciatrice italiana, di ruolo centrocampista.

## Caratteristiche tecniche
Giocatrice duttile, nel corso della carriera è stata impiegata in più ruoli, attaccante nelle giovanili, quindi terzino, mezzala di centrocampo, quindi nuovamente ala una volta arrivata in Serie A con la Riviera di Romagna.

## Carriera
Eleonora Petralia si appassiona al calcio fin dalla giovane età e decide di iscriversi alla Scuola calcio Audax Dribbling di Ferrara. Con la società ferrarese gioca con le formazioni miste per sei anni, fino al raggiungimento dell'età massima consentita per giocare con i maschietti, quindi si accorda con il Packcenter Imola per essere inserita in una squadra completamente femminile. Dal 2003 gioca con la società imolese nella formazione Campionato Primavera nel ruolo di attaccante riuscendo a primeggiare pur giocando con ragazze di età superiore. Con la squadra di Imola verrà in seguito inserita nella formazione titolare facendo il suo esordio in Serie B, l'allora terzo livello del campionato italiano femminile di calcio.
Nell'estate 2009 decide di affrontare una nuova avventura accordandosi con il CMC Dinamo Ravenna che le dà l'opportunità di giocare in Serie A2 dalla stagione 2009-2010. Con le giallorosse allenate dal mister Jacopo Leandri formalmente rimane una sola stagione in quanto, grazie alla decisione di fondersi con il Cervia, la società nel luglio 2010 muta la sua denominazione in Riviera di Romagna, tuttavia viene riconfermata in rosa dalla nuova dirigenza. Con i nuovi colori giallo-rosso-blu, sotto la guida dei mister Antonio Censi, contribuisce alla conquista, al termine della stagione 2011-2012, della promozione in Serie A, rimanendo anche nelle successive stagioni, con la parentesi statunitense dell'estate 2013 all'Eugene Metro Futbol Club Azul,  allenata da Giuseppe Lorenzo, Massimo Agostini ed Enrico Buonocore fino alla stagione 2014-2015, alla cui fine la squadra viene retrocessa in Serie B dopo i play-out con il San Zaccaria. Si congeda dalla società con un tabellino personale di 122 presenze e 18 reti segnate.
All'apertura del calciomercato estivo 2015 coglie l'opportunità di rimanere in Serie A accordandosi con il San Zaccaria, società ravennate che la inserisce in rosa dalla stagione 2015-2016 sotto la guida tecnica di Marinella Piolanti, già sua compagna di squadra nella Dinamo Ravenna e nel Riviera di Romagna. Petralia rimane una sola stagione, contribuendo al raggiungimento del sesto posto in campionato e una tranquilla salvezza per la sua squadra, congedandosi con 2 reti e 16 presenze.
Durante l'estate 2016 si trasferisce al Castelvecchio per tornare a giocare in Serie B, società che nel 2019 ha assunto la denominazione Cesena FC. Ha giocato con la squadra bianconera per sei stagioni consecutive, sempre in Serie B. Nell'estate 2022 ha lasciato la società cesenate per trasferirsi al San Marino, partecipante al campionato di Serie B. A fine stagione si è trasferita al Ravenna.

## Palmarès
- Campionato italiano di Serie A2: 1

Riviera di Romagna: 2011-2012